# Stazione di Monchiero-Dogliani
La stazione di Monchiero-Dogliani è stata una stazione ferroviaria posta sulla linea Bra-Ceva. Situata nel piccolo comune di Monchiero, serviva anche il vicino comune di Dogliani.

## Storia

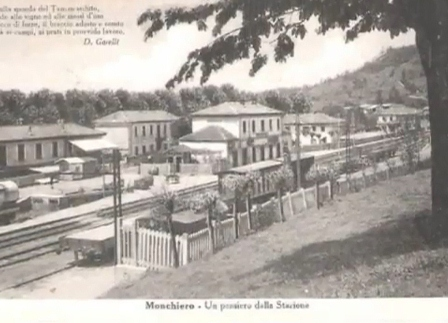
La stazione negli anni trenta

La stazione venne inaugurata nel 1874e continuò il suo esercizio fino al 1994, anno in cui l'alluvione devastò la linea, portando alla chiusura della Bra-Ceva e sancendo così la fine definitiva del servizio. Da allora non furono più ripristinate né la stazione né la ferrovia ma, al contrario, nei primi anni duemila, è stata tolta la linea aerea e sono stati asportati completamente i binari.
Nell'anno 2016 è stato presentato, a Torino, il progetto di mobilità MetroGranda, una linea di metropolitana leggera ideata per collegare i principali centri della provincia di Cuneo sfruttando le vecchie linee Saluzzo-Cuneo, Cuneo-Mondovì, Mondovì-Bastia-Bra, Bra-Cavallermaggiore, Cavallermaggiore-Savigliano e Savigliano-Saluzzo. Il progetto prevederebbe quindi la ricostruzione della linea Bastia-Bra, con conseguente riapertura della stazione stessa. Non sono al momento previsti finanziamenti.

## Strutture e impianti
La stazione era composta da un fabbricato viaggiatori, oggi abbandonato, un magazzino merci, abbattuto in data imprecisata e da tre binari.

## Interscambi
La stazione era raccordata con la tranvia Monchiero-Dogliani, grazie alla quale era possibile raggiungere il vicino comune di Dogliani, tranvia rimasta attiva fino al 1953.